# Ben Line Steamers
Die britische Linienreederei Ben Line Steamers Ltd existierte zwischen 1919 und 1991. Ben Lines war insbesondere für ihre Passagier- und Frachtdienste nach Ostasien bekannt.

## Geschichte

### Die Anfänge
Die Ursprünge des Unternehmens gehen auf das Jahr 1839 zurück, in dem die Brüder William und Alexander Thomson den neuerbauten Frachtsegler Cararra in Dienst stellten, um mit ihm Marmor aus Italien zu importieren. 1847 zog sich Alexander Thomson aus dem Geschäft zurück und die William Thomson & Company in Leith wurde gegründet. Das Hauptgeschäft lag anfangs darin Kohle nach Kanada zu bringen und mit Holz zurückzukehren. Nachdem im Jahr 1859 eine erste Reise nach Singapur, China und Japan stattfand, verlagerte sich das Hauptgeschäftsfeld auf den Fernosthandel. Es wurden weitere Linien in die Ostsee und das Mittelmeer eröffnet, die Holzfahrten nach Kanada gab man Mitte der 1880er Jahre auf.

### Unternehmensgründung
1919 wurde das Unternehmen zu Ben Line Steamers Ltd. In dieser Zeit, unmittelbar nach dem Ersten Weltkrieg, begann das Unternehmen, seine Alttonnage durch jüngere gebrauchte Schiffe auszuwechseln. Seit den frühen 1920er Jahren wurde das Unternehmen von William Thomson, Sir James Wishart Thomson und ihrem Cousin Edward Thomson geleitet. Die letzten Ostseefrachter verkaufte man 1927 und erwarb unter anderem die beiden jeweils 6500 Tonnen großen Furness Withy-Bauten Sloterdijk und die Maartensdijk aus den Niederlanden und setzte sie als Benvannoch und Benvrackie in Fahrt. 

### Kriegs- und Nachkriegszeit
Während des Zweiten Weltkriegs zog man mit dem Hauptsitz von Leith in ein größeres Gebäude in Edinburgh. Die Bendoran wurde als Blockschiff für die Landung in der Normandie an das M.O.W.T. (Ministry of War Transport) verkauft. Nach Kriegsende hatte die Ben Line insgesamt 18 Schiffe verloren und bereederte noch sechs eigene sowie größere Anzahl fremder Schiffe im Regierungsauftrag. Als das Unternehmen wieder begann, Schiffe für den Fernost-Dienst zu kaufen, wurden dafür ungeeignete Einheiten an die Regierung weitergegeben. 1946 musste die Ben Line bestimmte Schiffe an das zurückgeben, darunter die Empire Macalpine und die Empire MacKendrick. Die Regierung gab die Macalpine an die Londoner Reederei McGowan & Gross Ltd weiter, die Mediterranean and Atlantic Lines Ltd erhielt die Mackendrick. Die Empire Dee wurde in Port Said an die Sowjetunion übergeben, die sie in Admiral Ushakov umbenannte. Behalten wurden die Ocean Valentine und Ocean Gallant welche als Benlomand und Bennevis in Fahrt blieben. Im selben Jahr änderte man die Farbgebung der Schiffe von schwarzem Rumpf mit rotem Wechselgang und weißen Rettungsbooten, auf grauen Rumpf mit grünem Wechselgang und holzfarben gefirnissten Rettungsbooten. Der typisch gelbe Schornstein sowie Aufbauten blieben gleich. Nachdem im Jahr 1947 die Fort Louisbourg zum Aufliegen an die U.S. Marine Corporation zurückgeliefert wurde, besaß die Ben Line, da sie schon vorher mit der Umrüstung der anderen Einheiten auf Ölfeuerung begonnen hatte, keine kohlebefeuerten Schiffe mehr in ihrer Flotte. 
Als sich der Seehandel ab 1947 zu erholen begann, erwarb die Ben Line drei Libertyschiffe und einen Frachter der Empire-Klasse von der Regierung, die als Benarty, Benvrackie, Bendoran und Benalbanach in Fahrt kamen. Andere ältere Einheiten wurden abgestoßen, die Bengloe an ein Unternehmen aus Palästina, die Benvannoch an Andrew Weir & Company und die Benalder an die indische Malabar Steamship Company.

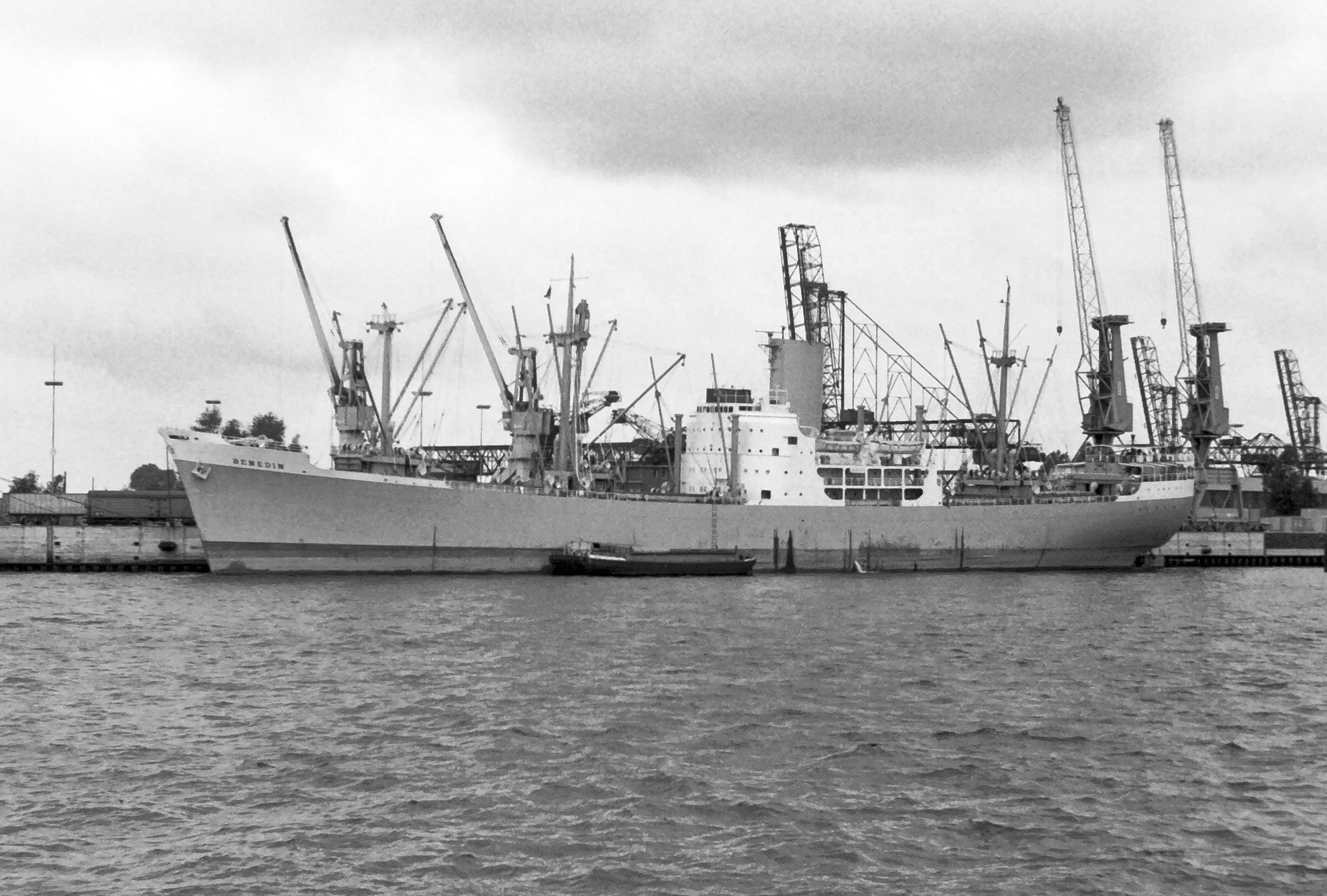
Die 1968 von Ellermann erworbene Benedin

Der Ostasienhandel wuchs über die Jahre, so wurden 1947 siebzehn nach Fernost ausgehende Reisen begonnen und achtzehn einkommende Reisen beendet. Schon 1948 wurden 23 ausgehende und 20 einkommende Reisen gezählt und die Flotte durch Neubauten und Zukäufe ausgebaut.
1951 eröffnete die Reederei ein eigenes Hafenbüro im Schuppen „C“ des Londoner Royal Victoria Dock. Nach der Eröffnung einer Niederlassung in Singapur 1953, folgten bald Büros in Kuala Lumpur, Bangkok, Port Swettenham und Hongkong, um mit dem Wachstum des Handels in der Region schrittzuhalten.
Als der Suezkanal 1967 im Zuge des Sechstagekriegs geschlossen wurde, war die Schifffahrt zwischen Europa und dem Fernen Osten für die nächsten acht Jahre gezwungen, den Umweg über das Kap der guten Hoffnung zu nehmen, was im Falle der Ben Line dazu führte, dass die erst 1965 mit den Schnellfrachtern der Benledi-Klasse eingeführten 16-1/2-Tage-Passagen zwischen Europa und Singapur nicht mehr durchgeführt werden konnten. Um den dadurch auftretenden Mangel an Schiffen auszugleichen, erwarb Ben Line im Februar 1968 fünf Ellerman-Schiffe.

### DieACT

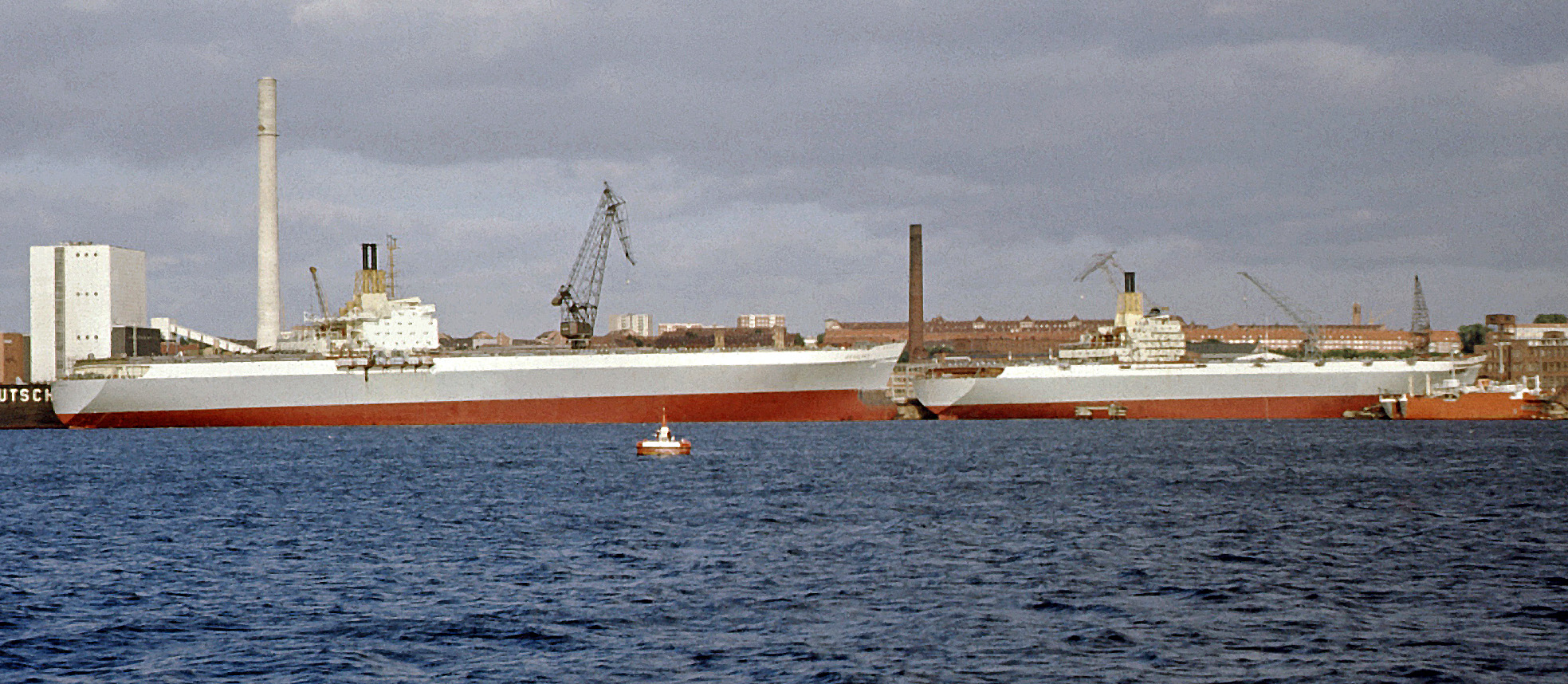
Benalder und Benavon im Bau bei HDW Kiel (1972)

Noch vor der Schließung des Kanals gründete Ben Line, zusammen mit Ellerman Lines, der Blue Star Line, der Harrison Line und der Port Line die Associated Container Transportation (ACT). Da Ellerman Lines die einzige Reederei des Konsortiums war, die ebenfalls einen Liniendienst nach Fernost unterhielt, bildete man im März 1970 zusammen ein Ben Line Containers genanntes Joint-Venture. Ben Line Containers setzte mit den Einheiten Benalder, Benavon und City of Edinburgh zwischen Oktober 1972 und dem November 1973 drei mit 73.000 Tonnen vermessene Containerschiffe der 3. Generation in Fahrt, die zwischen 2687 und 2804 TEU befördern konnten.

### Neue Geschäftsfelder
Die Ben Line richtete sich ab 1974 auf neue Geschäftsfelder aus und begann in Zusammenarbeit mit dem in New Orleans ansässigen Unternehmen Ocean Drilling Exploration in das Ölbohrgeschäft einzusteigen. Zu diesem Zweck orderte man bei der Werft Scott Lithgow ein Bohrschiff mit der Fähigkeit zur dynamischen Positionierung. Unter dem neuen Namen Ben Odeco erwarb man des Weiteren das Bohrschiff Typhoon, welches man 1975 für die neue Gesellschaft als Ben Ocean Typhoon in Fahrt brachte. Ein ebenfalls neues Reedereikapitel schlug die Ben Line 1974 mit dem neuerbauten Chemikalientanker Benvenue auf.
1974 verschwand der traditionsreiche Name Alfred Holt, als dessen Reedereien Blue Funnel Line, Glen Line und NSMO zur Ocean Transport & Trading umgestaltet wurden. Die Ocean Transport & Trading ging wiederum eine Partnerschaft mit der Ben Line ein, aus der Ben-Ocean erwuchs, obwohl die betriebenen Schiffe weiterhin in den Farben der Ben Line auftraten. Als der Suezkanal im darauffolgenden Jahr wiedereröffnet wurde, entschieden die vier großen britischen Fernost-Linien, Blue Funnel Line, Ben Line, N.S.M.O., und Glen Line, den herkömmlichen Stückgutlinienverkehr alleine der Ben Line unter ihrer Marke Ben-Ocean zu übertragen. Auch der neue Ben Asia Container Service begann im Jahr 1975 seinen Liniendienst über Kōbe, Moji, Yokohama, Singapur und Port Kelang, mit einem gecharterten Schiff aufzunehmen, das man 1979 durch die neugebaute Benvalla ersetzte.
Mit dem Erwerb der Massengutreederei Sheaf Steam Shipping Company aus Newcastle mitsamt deren Tochterfirma Bamburgh Shipping Company nahm die Ben Line 1976 ein weiteres Geschäftsfeld auf, welches sich bis Ende 1978 auf den Betrieb von sechs Massengutschiffen ausgeweitet hatte.
Sheaf Steam Shipping besaß Anteile an einer Ölbohrplattform, welche 1977 komplett in den Besitz des Ben-Line-Unternehmens Atlantic Drilling Co Ltd kam, was die Ben Line Group zum Jahresende zum größten britischen Bohrplattformbetreiber machte.
1977 zog die Verwaltung der Ben Line von Leith in die St. Mary’s Street in Edinburgh. Die über 2000 Mitarbeiter an Land und auf See betrieben eine Flotte von fünf Containerschiffen, sechs Bulkcarriern, vier Stückgutlinienfrachtern, drei Chemikalientankern und fünf Bohrplattformen/Bohrschiffen und bereedeten weitere drei Öltanker anderer Eigner.
Mit dem Niedergang der britischen Handelsschifffahrt schloss sich Ben Line 1991 mit der Kopenhagener Reederei Det Østasiatiske Kompagni zusammen, um weiterhin einen gemeinsamen Fernost-Dienst anzubieten, verkaufte aber schon im folgenden Jahr alle verbleibenden Schiffe. Bis 1996 hatte man alle maritimen Beteiligungen bis auf eine Bohrinsel abgestoßen. Heute existiert nur noch ein Netz von Linienschifffahrtsagenturen, die unter dem Namen Ben Line Agencies firmieren. Auch die East Asiatic Company trennte sich zwischen 1994 und 1997 größtenteils von ihren schifffahrtsbezogenen Beteiligungen und arbeitet heute auf anderen Geschäftsfeldern.